# Лучани, Массимо
Массимо Лучани (итал. Massimo Luciani; род. 23 июля 1952) — судья Конституционного суда Италии (с 2025).

## Биография
Родился 23 июля 1952 года в Риме. В апреле 1975 года окончил университет Сапиенца.
1 ноября 1996 года стал профессором университета «Сапиенца».
Эмерит публичного права факультета правоведения университета «Сапиенца».
С 2008 по 2010 год являлся президентом Ассоциации Пизанской группы, занимавшейся исследованием правосудия в области конституционного права.
С 2015 по 2018 год являлся президентом Итальянской ассоциации исследователей конституционного права.
В ноябре 2018 года стал почётным доктором философии университета Экс-Марсель.
Является членом Правительственной комиссии Италии по конституционным реформам, комиссии по судебной реформе, совместного комитета по внедрению правил Специального статута автономного региона Фриули-Венеция-Джулия.
Является членом Национальной академии деи Линчеи.
Член Высшего совета Банка Италии.
Вёл курсы в университетах Тулона, Лилля и Лиссабона.
Судья Конституционного суда Италии (с 19 февраля 2025). Избран 13 февраля 2025 года. Принёс присягу 19 февраля 2025 года.
Автор более 450 публикаций по вопросам экономических свобод, конституционному праву, избирательной системе, в том числе:
- «La produzione economica privata nel sistema costituzionale» (Падуя, издательство «Cedam», 1983)
- «Le decisioni processuali e la logica del giudizio costituzionale incidentale» (Падуя, издательство «Cedam», 1984)
- «Il voto e la democrazia» (Рим, издательство «Riuniti», 1991)
- “Articolo 75 – Il referendum abrogativo”, in Commentary on the Constitution (под ред. G. Branca, A. Pizzorusso, Болонья – Рим, издательство «Zanichelli»)
- «Il Foro Italiano, 2005; Lo sguardo profondo. Leopardi, la politica, l’Italia» (Модена, издательство «Mucchi», 2017)
- «Costituzione italiana: articolo 12» (Рим, издательство «Carocci», 2018)
- «Ogni cosa al suo posto. Restaurare l’ordine costituzionale dei poteri» (Милан, издательство «Giuffrè Francis Lefebvre», 2023)

## Награды
- Премия Сандулли (2017)